# 牛路 (里昂)

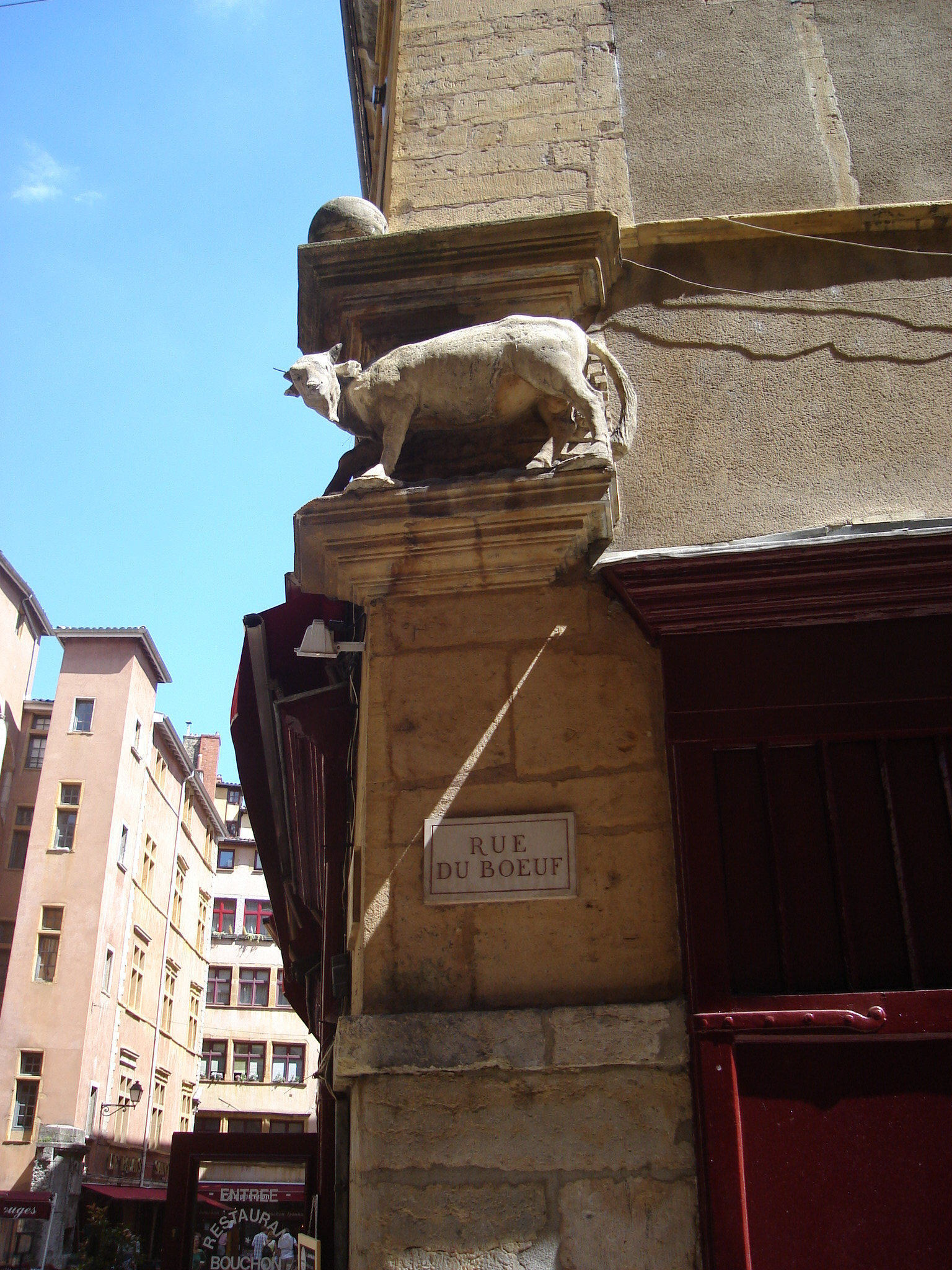
牛路

牛路（Rue du Bœuf）是法国城市里昂的一条卵石铺的步行街，位于里昂第五区的里昂老城区，长188米，宽4.5米，沿路均是16和17世纪的古老建筑，是典型的文艺复兴风格街区。这条路为南北走向，北到加达涅路（rue Gadagne）和小学院广场（Place du Petit Collège），南到新道路路（rue du Chemin Neuf）、射石炮路（rue de la Bombarde）和Tramassac路（牛路的延长线）的交汇处。这条路所在的里昂老城被列为世界遗产。

## 历史
牛路和圣若望路一样，都是在公元三世纪后期，位于富维耶山上的吕格杜努姆（Lugdunum）城由于缺乏水源衰落，被迫搬到山下索恩河畔，逐步建立起新的居民区，就是现在的里昂老城。这条路曾经是Tramassac路的一部分。16世纪，在新圣若望广场街角的壁龛安防了一尊牛的雕像，这条路因此改名牛路。1650年，这条路向北延伸到加达涅路，与圣若望路平行，以改善这一地区的交通。1825年，这条路上有315台丝绸织机，150个作坊。2号和36号分别在1857年和1884年赠给里昂的济贫院。。

## 建筑
- 3号：17世纪的立面[3]
- 6号：Cour des Loges，是克劳德博蒙特的巨大府邸。这个建筑群由4座文艺复兴建筑（16、17、18世纪）组成，现在开设四星级酒店和餐厅。
- 11号：16世纪住宅[3]
- 12号：总检察长皮埃尔 Bullioud公馆。
- 14号：Croppet公馆，裁判官家族。1562年，Jean Croppet将圣若望主教座堂的一部分珍宝藏在这里的水井，以防止在宗教战争期间被Adrets男爵抢劫。[3]
- 16号：玫瑰塔，由建筑师Sertio设计。
- 19号：金鹅公馆
- Montée des Chazeaux：在射石炮路附近穿过牛路，台阶共有228级，因此以前称为驴 Tire-Cul。得名于本笃会修道院。
- 22号：得名于16号玫瑰塔的串廊，16世纪原称为筛子公馆（Maison du crible）。在楼上，有17世纪的美丽的壁画。

这条路有很多串廊（traboule），其中最著名的是27号，穿过四个公馆，直达圣若望路54号。